# Relaciones Abjasia-Turquía
Las relaciones Abjasia-Turquía hacen referencia a los lazos diplomáticos entre ambas naciones. Aunque Turquía no ha reconocido la independencia de Abjasia y la considera como parte de Georgia, los dos gobiernos supuestamente tienen lazos secretos.

## Visión de conjunto
El 22 de septiembre de 1996, Turquía anunció que a los residentes de Abjasia ya no se les permitiría viajar a Turquía con los documentos de identidad de la era soviética, sino que tendrían que obtener pasaportes georgianos.
En julio de 2009, el ministro de Relaciones Exteriores de Abjasia, Sergei Shamba, dijo que el gobierno de su país tiene ciertos contactos con el gobierno de Turquía; Se están celebrando negociaciones sobre la reanudación de las comunicaciones aéreas y marítimas.
Sin embargo, dado que Turquía no quiere hostilizar a su vecino e importante socio comercial, Georgia, Turquía mantiene un estricto embargo comercial contra Abjasia. Varias naves turcas que se dirigen a Abjasia han sido capturadas por las fuerzas navales georgianas en aguas internacionales debido al bloqueo georgiano de Abjasia.
En septiembre de 2009, el subsecretario adjunto del Ministerio de Relaciones Exteriores Ünal Çeviköz fue a la capital abjasia de Sukhum, donde se reunió con funcionarios abjasios. Esta fue la primera visita a Abjasia de un diplomático extranjero desde la guerra de agosto de 2008. Hoy, Turquía es el segundo socio comercial más importante de Abjasia con aproximadamente el 18 por ciento de su facturación comercial. El embajador de Turquía en Georgia, Murat Buhran, declaró en 2014 que Turquía y Abjasia habían establecido un grupo especial para profundizar vínculos "bilaterales". La importancia del factor turco en la política de Abjasia fue demostrada por la primera visita del presidente Bagapsh a Ankara en abril de 2011.